# ライトモティーフ
ライトモティーフ（ライトモチーフ、独: Leitmotiv）とは、オペラや交響詩などの楽曲中において特定の人物や状況などと結びつけられ、繰り返し使われる短い主題や動機を指す。単純な繰り返しではなく、和声変化や対旋律として加えられるなど変奏・展開されることによって、登場人物の行為や感情、状況の変化などを端的に、あるいは象徴的に示唆するとともに、楽曲に音楽的な統一をもたらしている。示導動機（しどうどうき）とも。

## 概要
「ライトモティーフ」という用語は、1871年、ドイツの音楽学者フリードリヒ・ヴィルヘルム・イェーンスによるウェーバーのオペラ作品の研究において初めて使用された（なお、イェーンスは、ウェーバーの作品を整理し、"イェーンス番号"を付けたことで知られる）。
これよりやや遅れて1878年には、ドイツのハンス・フォン・ヴォールツォーゲンが、友人リヒャルト・ワーグナーの作品を分析した論文『ワーグナーの「神々の黄昏」における動機』の中で「ライトモティーフ」の表現を用いた。ただし、ワーグナー自身は「ライトモティーフ」ではなく「基本主題」（Grundthema）や、「予感動機」（Ahnungsmotiv）という用語を使っていた（ワーグナーにおけるライトモティーフの使用例については『ラインの黄金』の該当部分や、各楽劇の項目を参照）。
ワーグナー以降、リヒャルト・シュトラウスをはじめとする多くの作曲家によってライトモティーフの手法は継承されていった。映画等のサウンドトラックでもこの手法は多用された。ジョン・ウィリアムズの『スター・ウォーズ』（ダース・ベイダーのテーマなど）が代表例である。
また、音楽において始まったライトモティーフは、文学にも取り入れられ、トーマス・マンなどの作品に影響を与えた。

## 前史
すでに18世紀にはオペラの分野でライトモティーフの前身となる手法が用いられていた。グレトリ（1741年 - 1813年）の『獅子心王リシャール』（1784年）や、モーツァルトの『ドン・ジョヴァンニ』（1787年）がその例となる。これらの用例には特定の名称はなかったが、エクトル・ベルリオーズは幻想交響曲において「イデー・フィクス」（idée fixe、固定楽想）と呼び、続編の『レリオ、あるいは生への復帰』などにも使用した。